# Secenans
Secenans ist eine französische Gemeinde im Département Haute-Saône in der Region Bourgogne-Franche-Comté.

## Geographie
Secenans liegt auf einer Höhe von 300 m über dem Meeresspiegel, elf Kilometer östlich von Villersexel und etwa 18 Kilometer westnordwestlich der Stadt Montbéliard (Luftlinie). Das Dorf erstreckt sich in der hügeligen Landschaft im Südosten des Départements, in einem Talbecken des Flusses Scey nördlich des Bois de la Pérouse.
Die Fläche des 2,88 km² großen Gemeindegebiets umfasst einen Abschnitt der Hügellandschaft zwischen den Tälern von Ognon und Doubs. Die östliche Grenze verläuft meist entlang dem Scey, der hier durch eine Talmulde von Süden nach Norden fließt und für die Entwässerung zum Ognon sorgt. Nach Westen reicht das Gemeindeareal auf ein Plateau, das überwiegend landwirtschaftlich genutzt wird. Es wird durch eine Anhöhe vom nördlich gelegenen Becken von Granges getrennt. Im Süden erstreckt sich der Gemeindeboden bis auf die Vorhöhen des Bois de la Pérouse, auf denen mit 383 m die höchste Erhebung von Secenans erreicht wird.
Nachbargemeinden von Secenans sind Granges-la-Ville und Granges-le-Bourg im Norden, Crevans-et-la-Chapelle-lès-Granges im Osten, Belles-Fontaines im Süden sowie Senargent-Mignafans im Westen.

## Geschichte
Erstmals urkundlich erwähnt wird Secenans im 14. Jahrhundert unter dem Namen Sessenans. Der Ortsname ist vom germanischen Personennamen Siso abgeleitet. Im Mittelalter gehörte Secenans zur Herrschaft Granges, die unter der Oberhoheit der Grafen von Montbéliard stand. Zusammen mit der Franche-Comté gelangte das Dorf mit dem Frieden von Nimwegen 1678 definitiv an Frankreich.
Im Jahr 1807 fusionierte Secenans zusammen mit verschiedenen weiteren Ortschaften zur Großgemeinde Granges-le-Bourg. Von dieser Großgemeinde trennte sich Secenans 1832 und erhielt seine Selbständigkeit wieder zurück. Während des Zweiten Weltkrieges wurde das Dorf 1944 bombardiert und stark in Mitleidenschaft gezogen. Seit 2000 ist Secenans Mitglied des 33 Ortschaften umfassenden Gemeindeverbandes Communauté de communes du Pays de Villersexel.

## Bevölkerung
| Jahr                       | 1962 | 1968 | 1975 | 1982 | 1990 | 1999 | 2009 | 2018 |
| Einwohner                  | 124  | 137  | 145  | 146  | 151  | 120  | 154  | 178  |
| Quellen: Cassini und INSEE |      |      |      |      |      |      |      |      |

Mit 188 Einwohnern (1. Januar 2022) gehört Secenans zu den kleinsten Gemeinden des Départements Haute-Saône. Nachdem die Einwohnerzahl in der ersten Hälfte des 20. Jahrhunderts deutlich abgenommen hatte (1901 wurden noch 180 Personen, 1946 nur noch 44 Einwohner gezählt), wurde danach wieder ein Bevölkerungswachstum verzeichnet. Seit den 1960er Jahren gab es nur noch relativ geringe Schwankungen.

## Wirtschaft und Infrastruktur

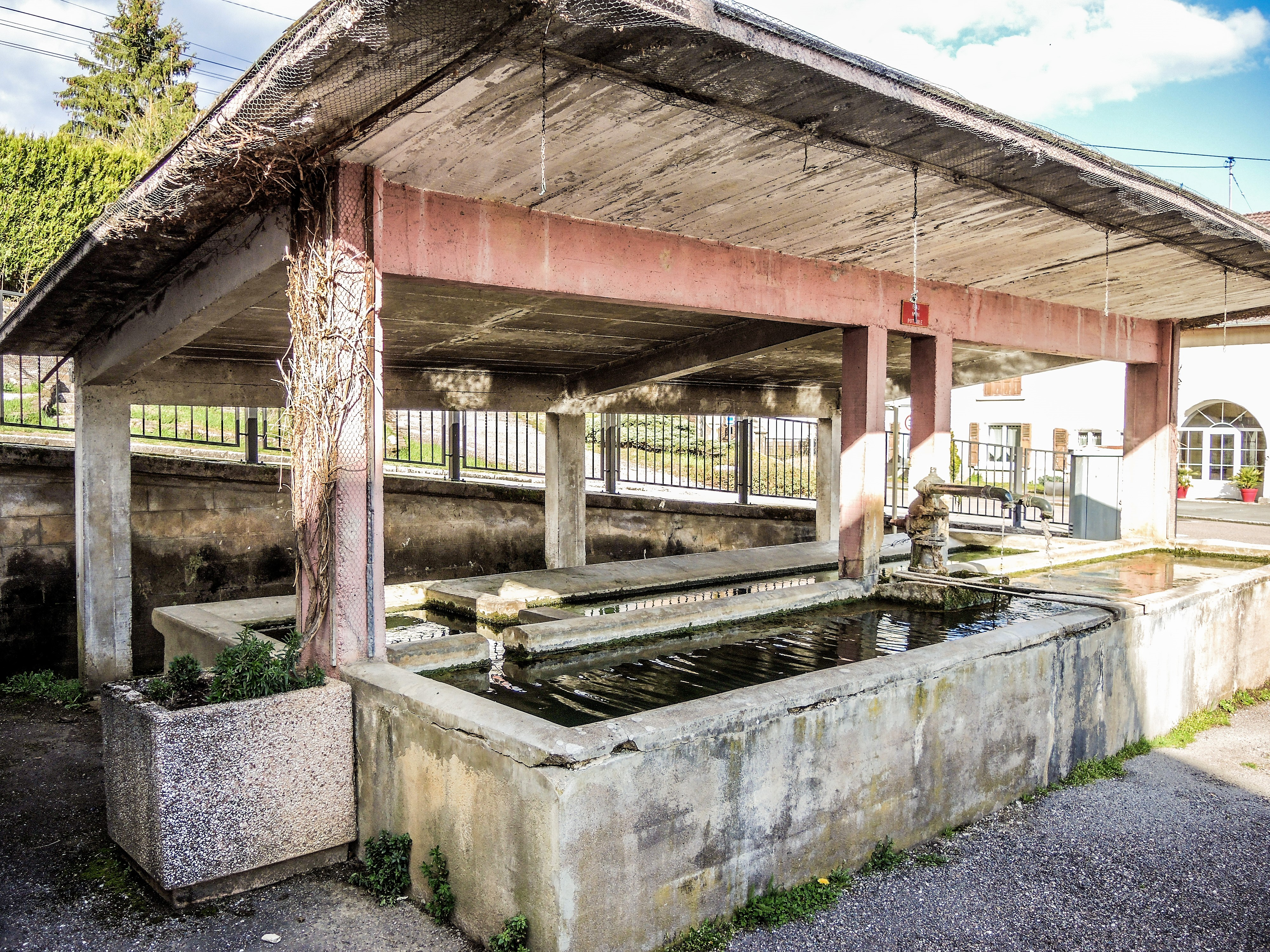
Lavoir in Secenans

Secenans war bis weit ins 20. Jahrhundert hinein ein vorwiegend durch die Landwirtschaft (Ackerbau, Obstbau und Viehzucht) geprägtes Dorf. Die Wasserkraft der Bäche wurde früher für den Betrieb mehrerer Mühlen genutzt. Heute gibt es verschiedene Betriebe des lokalen Kleingewerbes, darunter eine Sägerei. Mittlerweile hat sich das Dorf auch zu einer Wohngemeinde gewandelt. Viele Erwerbstätige sind deshalb Wegpendler, die in den größeren Ortschaften der Umgebung und im Agglomerationsraum Belfort-Montbéliard ihrer Arbeit nachgehen.
Die Ortschaft ist verkehrstechnisch gut erschlossen. Sie liegt an der Hauptstraße D9, die von Héricourt nach Villersexel führt. Weitere Straßenverbindungen bestehen mit Granges-la-Ville, Granges-le-Bourg, Courbenans und Mignafans.